# Kronometer (kolesarstvo)
Kronometer ali vožnja na čas je disciplina cestnega kolesarstva, v kateri se tekmovalci z uro spopadajo individualno ali skupaj v moštvu. Zmagovalec je tisti, ki najhitreje prevozi progo. Pri moštvenem kronometru šteje čas, ko črto prečka {\displaystyle n}-ti tekmovalec iz moštva. {\displaystyle n} določi organizator, na Touru šteje čas šestouvrščenega kolesarja. Vožnja v zavetrju nasprotnika ni dovoljena.
 Start poteka v intervalih, po navadi razlika med startoma dveh kolesarjev znaša eno ali dve minuti. Kronometre delimo tudi glede na traso, večina jih je ravninskih (tudi na svetovnih prvenstvih), na največjih etapnih dirkah je občasno na sporedu gorski kronometer.
Aktualni olimpijski in svetovni prvak je Belgijec Remco Evenepoel, slovenski državni prvak pa Matej Mohorič. 